# 讓-雅克·盧梭路
讓-雅克·盧梭路（Rue Jean-Jacques-Rousseau）是法国巴黎巴黎第一区的一条街道。 
讓-雅克·盧梭路开始于圣奥诺雷路158-164号，结束于Étienne-Marce路l43号和蒙马特路21号，长380米，宽14-15米。
讓-雅克·盧梭路得名于作家、哲学家、音乐家让-雅克·卢梭。

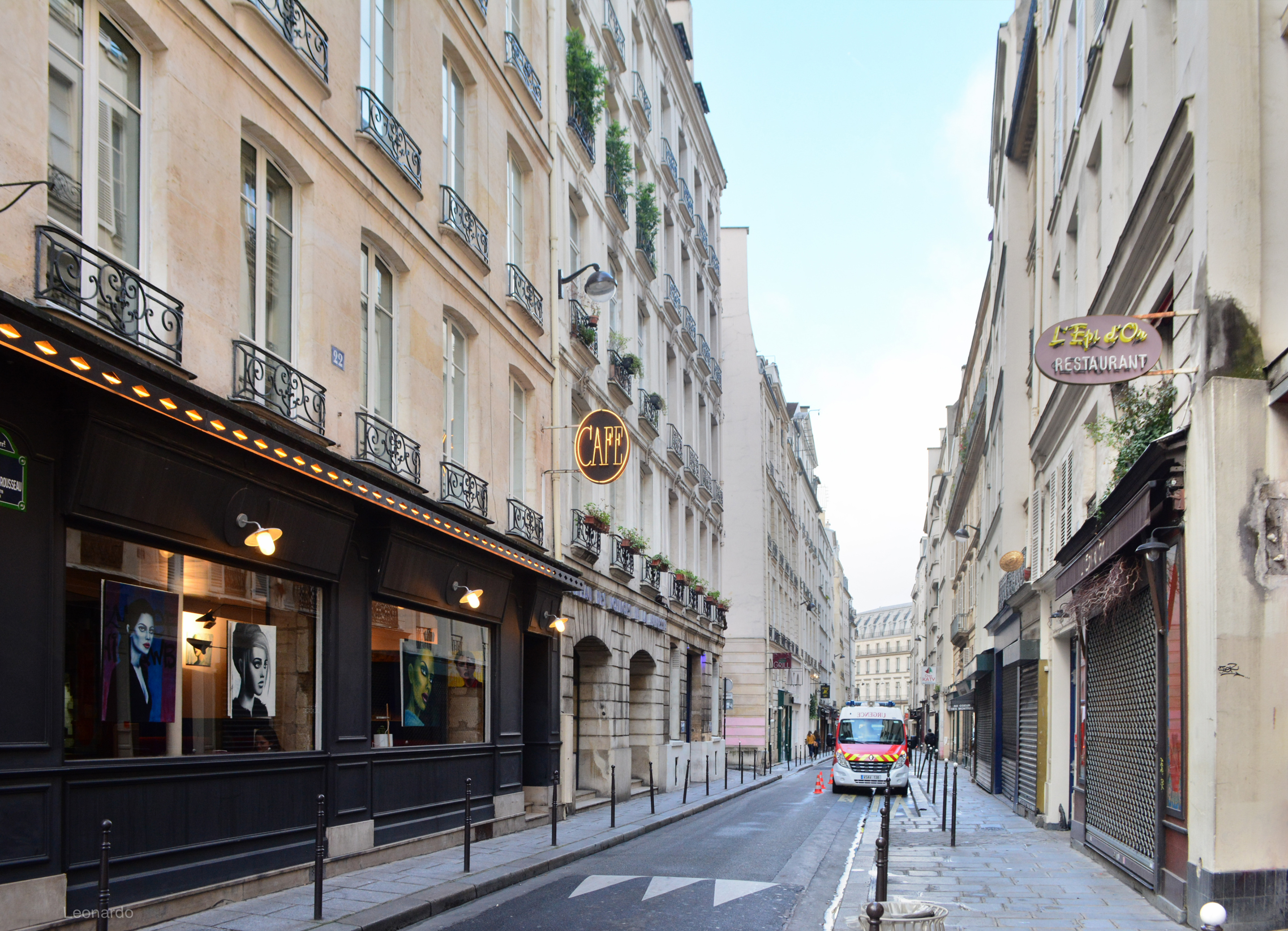
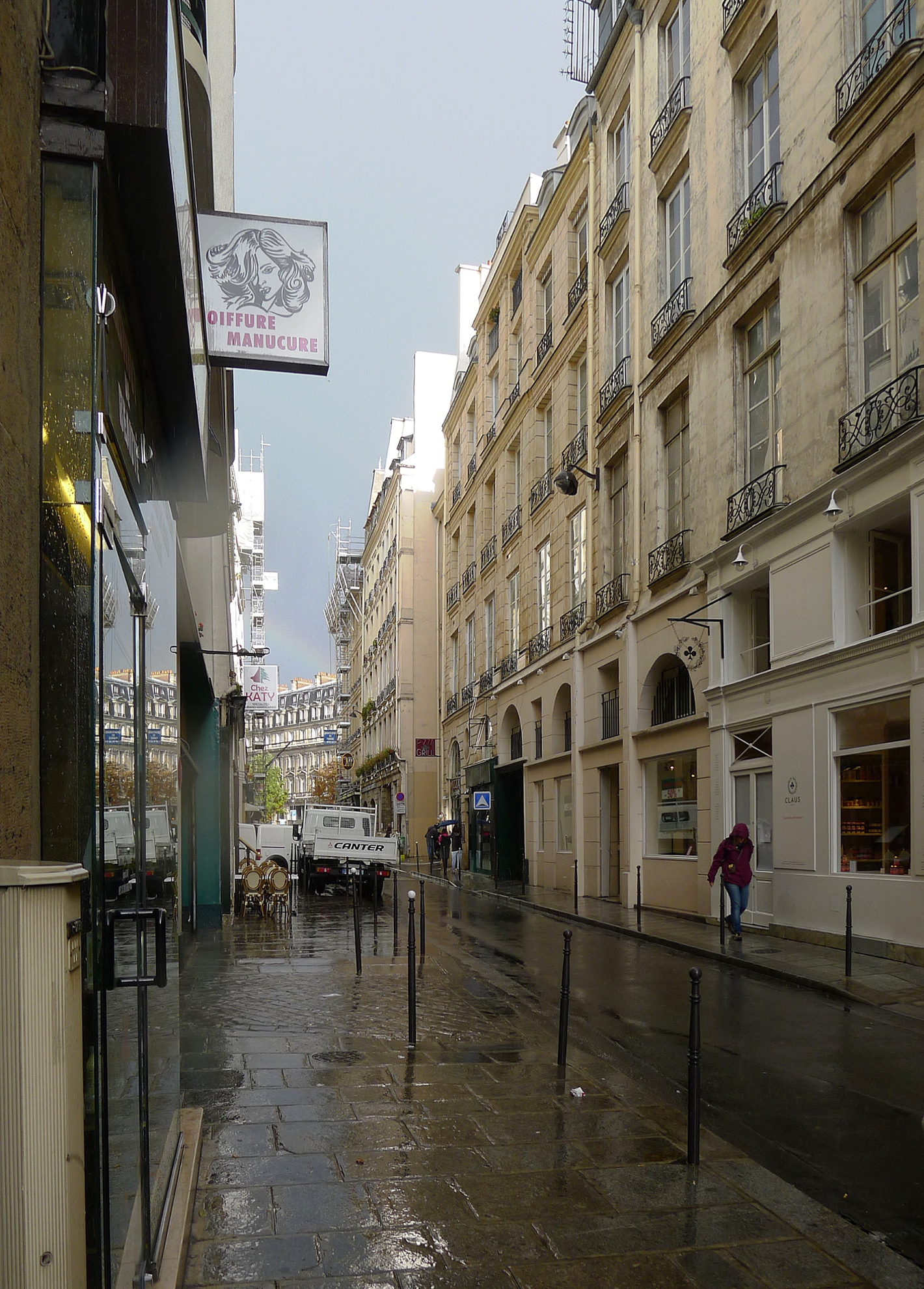
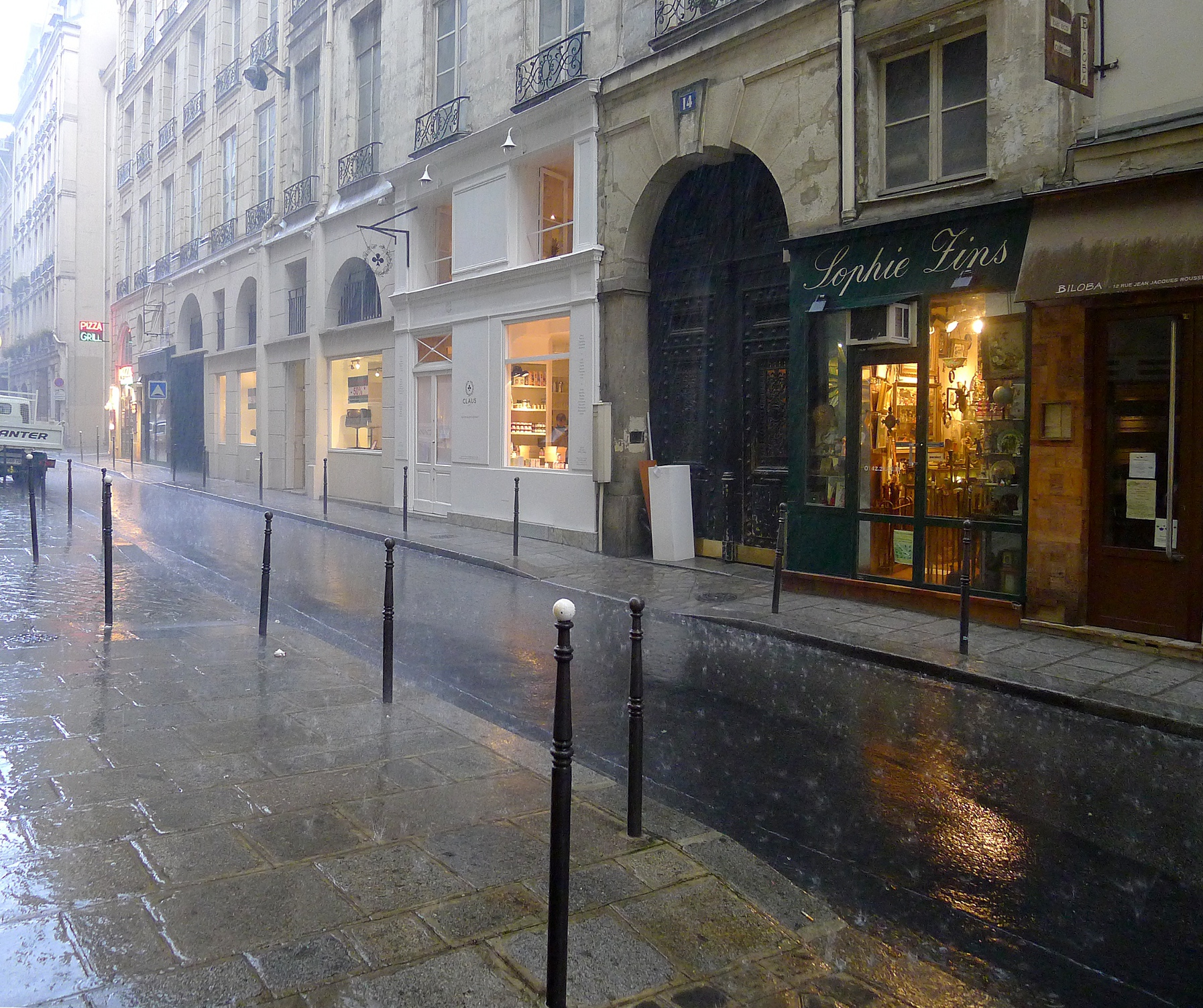
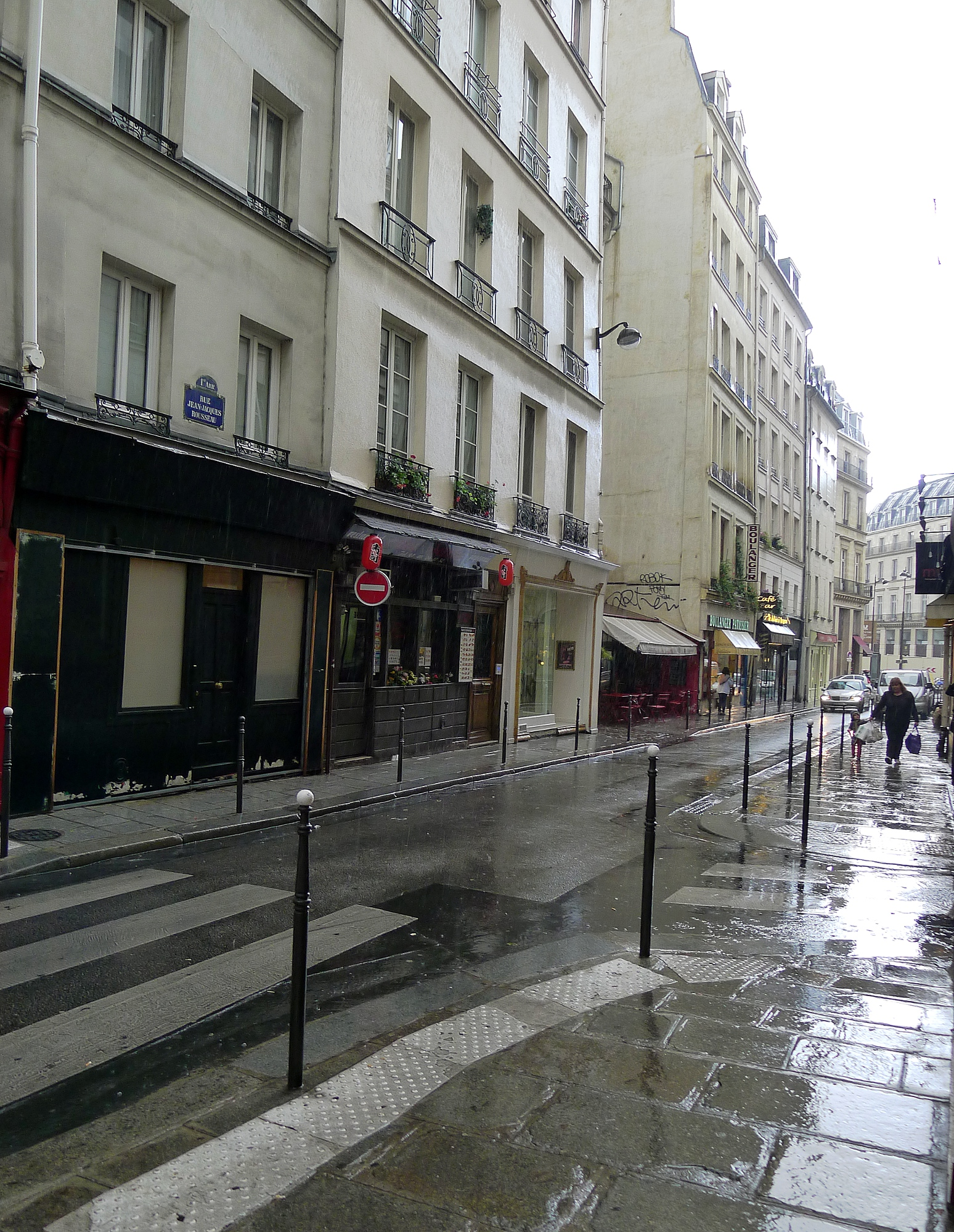
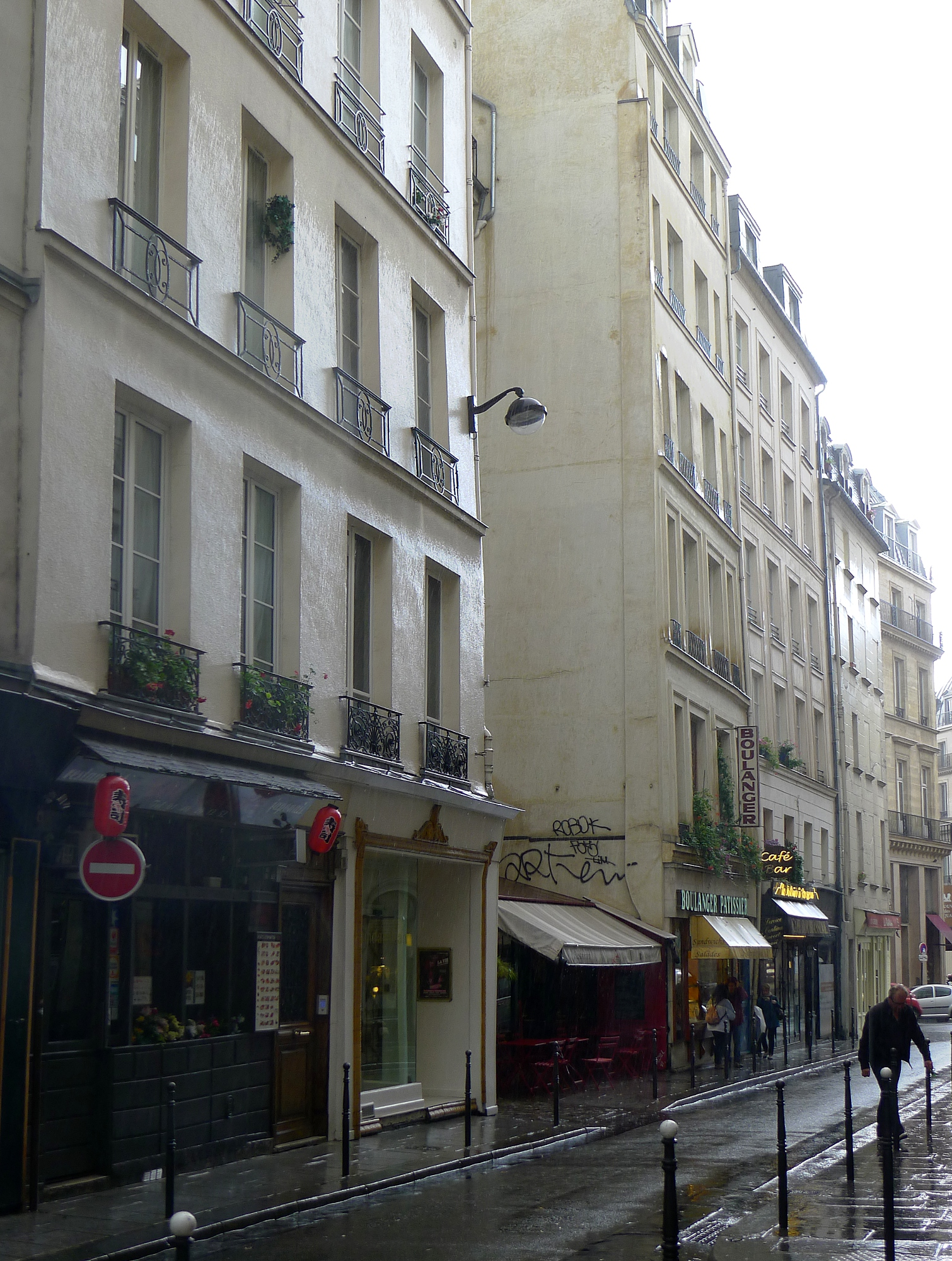

讓-雅克·盧梭路原名普拉提耶路（rue Plâtrière），1791年改为今名。1868年，格内勒圣奥诺雷路（rue de Grenelle-Saint-Honoré）并入。